# Apomecyna gambiensis
Apomecyna gambiensis är en skalbaggsart som beskrevs av Stefan von Breuning 1955. Apomecyna gambiensis ingår i släktet Apomecyna och familjen långhorningar. Inga underarter finns listade i Catalogue of Life.